# Villers-la-Chèvre
Villers-la-Chèvre – miejscowość i gmina we Francji, w regionie Grand Est, w departamencie Meurthe i Mozela.
Według danych na rok 1990 gminę zamieszkiwało 389 osób, a gęstość zaludnienia wynosiła 97 osób/km² (wśród 2335 gmin Lotaryngii Villers-la-Chèvre plasuje się na 670. miejscu pod względem liczby ludności, natomiast pod względem powierzchni na miejscu 1094.).